# Prince Koranteng Amoako
Prince Korateng Amoako (Accra, 19 novembre 1973) è un ex calciatore ghanese, di ruolo centrocampista.

## Carriera

### Club
Ha giocato nel campionato ghanese, peruviano, greco, spagnolo e russo.

### Nazionale
Con la maglia della Nazionale ha esordito nel 1995, venendo convocato per le Olimpiadi 1996 e la Coppa d'Africa 2002.